# Exército Russo (1919)
Exército Russo (em russo:  Русская Армiя / Русская армия, transl. Russkaya armiya) foram as força armadas do Movimento branco, unidas em escala totalmente russa em 1919 sob o comando formal único do Comandante-em-Chefe Supremo de todas as forças armadas do Estado Russo, Almirante Alexander Kolchak.

## História
Em 18 de novembro de 1918, com a proclamação do Ministro da Guerra, Alexander Kolchak, o líder supremo da Rússia, que assumiu o comando supremo de todas as forças terrestres e navais da Rússia, o Exército Branco foi substancialmente reorganizado.
O almirante Kolchak foi reconhecido como o líder supremo da Rússia por todos os comandantes-em-chefe dos exércitos brancos, tanto no sul como no oeste da Rússia e na Sibéria e no Extremo Oriente; na virada de maio para junho de 1919, os generais Anton Denikin, Evgeny Miller, Nikolay Yudenich se submeteram voluntariamente a Kolchak e reconheceram oficialmente seu Alto Comando Supremo sobre todos os exércitos da Rússia. O Comandante Supremo ao mesmo tempo confirmou os poderes dos comandantes. Por ordem do Governador Supremo, Miller e Yudenich receberam o status de Governador-geral. Em sua subordinação estavam as Forças Armadas do Sul da Rússia, lideradas pelo Vice-Comandante Supremo General Anton Denikin, as Frentes Leste, Norte e Noroeste, bem como as forças navais e a representação militar da Rússia no exterior.
O nome "Exército Russo" foi afirmado como a unificação de todas as frentes brancas, e o status dos comandantes das frentes, formalmente do comandante-em-chefe, foi dado aos comandantes dos exércitos do Norte e do Noroeste, os generais Nikolai Yudenich e Anatoly Miller.

## Estrutura e organização
Por ordem de 3 de janeiro de 1919, o Comandante Supremo Alexander Kolchak decidiu que o novo exército russo deveria ter uma estrutura e composição semelhantes ao Exército Imperial Russo de Nicolau II.
A estrutura do exército unido criado pressupôs a criação de:
- Companhias de 150 baionetas;
- Batalhões de 4 companhias cada;
- Regimentos de 4.100 baionetas em 4 batalhões ou 16 companhias;
- Divisões com 16.500 baionetas em 4 regimentos;
- Corpo de 37.000 baionetas em 2 divisões.

Os dados de gestão do Exército Vermelho sobre o tamanho do exército russo (1919), referindo-se ao período de florescimento mais poderoso do movimento branco, em maio-junho de 1919, mostram que durante esse período o número de unidades de combate de exércitos brancos regulares não excedeu 682,0 mil pessoas. Com o pessoal de serviço das administrações de retaguarda, guarnições, quartéis-generais, organizações militares sanitárias e médicas e outras estruturas militarizadas, esse número de população paramilitar para brancos deve ser aumentado em aproximadamente 50% e, portanto, levado a 1.023,0 mil pessoas.